# عباس باشا الكوتاهيالي
عباس باشا الكوتاهيالي (بالتركية : Kütahyalı Abbas Paşa) - (من مواليد كوتاهية؛ توفي عام 1812 في بولو) هو باشا ووزير عثماني.